# All night long (鈴木あみの曲)
「all night long」（オール・ナイト・ロング）は、日本の歌手・鈴木あみの3枚目のシングル。1998年11月5日にSMEJ Associated Recordsから発売された。

## 解説
- アルペン「kissmark」CMイメージソング。

- 鈴木にとって初のダンス楽曲で、小室とマーク・パンサーの影響からトランスをベースにした楽曲になっている。
- CDには合計10タイプのトレーディングカードが付属（先着20万枚）。
- 2008年からRAM RIDERが制作した新アレンジヴァージョンをライブやDJイベントのみで披露している。CD等には現在未収録となっている。

## 収録曲
| 全作詞: 小室哲哉・MARC、全作曲・編曲: 小室哲哉。 |                                           |                  |            |      |
| #                                                | タイトル                                  | 作詞             | 作曲・編曲 | 時間 |
| 1.                                               | 「all night long (Single Mix)」           | 小室哲哉 ・ MARC | 小室哲哉   | 4:58 |
| 2.                                               | 「all night long (Intensive Trip Remix)」 | 小室哲哉 ・ MARC | 小室哲哉   | 5:52 |
| 3.                                               | 「all night long (Extended Mix)」         | 小室哲哉 ・ MARC | 小室哲哉   | 6:47 |
| 4.                                               | 「all night long (Instrumental)」         | 小室哲哉 ・ MARC | 小室哲哉   | 4:58 |
| 合計時間:                                        | 合計時間:                                 | 22:35            |            |      |

## クレジット
- Produced : 小室哲哉
- Mixed & Remixed : Dave Ford
- Additional Production : Errol Reid (#2)
- Mastered : Noel Summerville